# 바이사칼 혼도른
바이사칼 혼도른 칸(Байсахал хөндлөн хан, 巴雅斯哈 昆都力哈, 1510년 - 1571년)은 몽골 북원의 귀족이자, 카라친부의 지도자였다. 바투몽케 다얀 카안의 손자이며, 바르수볼라드 칸의 넷째 아들이었다. 군빌리크 메르겐, 투메드부 알탄 칸의 동생이다. 욘시예브부의 7개 부족과 하르친부를 분배받았다. 별칭은 혼도른 칸(Хөндлөн хан, Хүндлэн хан)이다. 중국측 문헌에는 昆都力哈, 巴雅斯哈勒昆都楞, 노파도(老把都), 바하투르(巴都儿) 등으로 나타난다.

## 생애
바르수볼라드 칸의 넷째 아들이며 군빌리크 메르겐 지농과 알탄 칸의 동생이었다. 욘시예브부의 7개 부족과 하르친부를 분배받았다. 그는 형 군빌리크 메르겐, 알탄 칸의 명나라 공격에 적극적으로 참여했다.
혼도른은 몽골어로 십자가, 중간, 중간선, 가로지르다라는 뜻이다. 몽골 제국 대칸이자 차하르부의 칸 다라이손 구덴 카안이 그의 형 투메드부의 알탄 칸의 위협으로 부락민과 군사를 이끌고 동쪽 랴오닝 성으로 가자, 바이사칼 혼도른은 그들이 남긴 목초지를 장악하였다. 또한 바이사칼의은 허베이성 장가구의 북동쪽 독석문(独石口) 일대와 카이펑 근처까지 점령, 영역을 넓혔다.
1551년 명나라를 상대로 신개구보(新開口堡) 지역에 와시(互市)를 열어 말, 소 무역을 체결했다. 1571년 알탄 칸이 명나라와 화의하자, 그에게도 도독동지(都督同知)의 직책이 부여되었다. 그는 장가구에도 말시장을 열어 명나라와 무역을 개시했다. 알탄 칸은 명나라에 여러번 사람을 보내 자신의 동생에게도 왕(王)의 직책을 내려줄 것을 요청했지만, 가정제는 모두 거절했다. 바이사칼은 1571년에 사망했다. 정확한 사망일은 알 수 없으나, 명실록에 1571년 9월에 명나라 황제가 바이사칼에게 비단을 보낸 기록이 있는 것으로 보아 1571년 9월에는 생존해 있었다.

## 같이 보기
- 하르친
- 차하르